# San Jerónimo (Moravia)
San Jerónimo è un distretto della Costa Rica facente parte del cantone di Moravia, nella provincia di San José.